# Billete de mil pesos mexicanos (tipo F)
El llamado oficialmente Billete de mil pesos de la familia F fue la mayor denominación de papel moneda de peso mexicano de la F, que actualmente se encuentra en reemplazo con la familia G.
Su puesta en circulación fue el 7 de abril de 2008 y fue reemplazado por el billete tipo G el 19 de noviembre de 2020. Hoy se encuentra en proceso de retiro, es decir, su uso está aceptado y vale lo que indica, pero al llegar a los bancos son separados para su posterior eliminación.
Su lado anverso tiene una efigie de Miguel Hidalgo y la campana de Dolores; mientras que, su lado reverso tiene una vista del Edificio central de la UG. Se podría considerar que el diseño de este está inspirado en el estado de Guanajuato, ya que todos sus elementos del diseño están relacionados con este estado.

## Diseño

### Anverso
Como motivo principal hay una efigie de Miguel Hidalgo y Costilla volteando a tres cuartos hacia la izquierda. 
A su izquierda, se encuentra una viñeta compuesta por la campana de Dolores y dos torres de la Parroquia de Dolores, en Dolores Hidalgo, Guanajuato. La viñeta hace referencia al llamado Grito de Dolores, en el cual, Hidalgo sonó la campana para convocar a la ciudad a una lucha armada, que posteriormente se convertiría en la guerra de Independencia de México.

### Reverso
Como motivo principal está el Edificio central de la Universidad de Guanajuato (UG), en el cual se pueden observar a perspectiva la vista de sus oficinas administrativas y las escalinatas del edificio; como complemento de la representación de la UG, se puede observar un vitral (que está en el interior de ese edificio) y un relieve de una de sus puertas. 
Además, tiene otros detalles como: una rana, la cual que hace referencia a Guanajuato (se cree que la toponimia es ‘lugar montuoso de ranas’ o “cerro de ranas” ); y una representación de la arquitectura de esa ciudad, mostrando el Monumento al Pípila y un puente típico de la ciudad.

## Medidas de seguridad

### Relieves sensibles al tacto
En unas zonas, la superficie del billete tiene un relieve pequeño sensible al tacto, en especial si están muy nuevos. Las zonas donde se sienten son: la leyenda de Banco de México, las iglesias y la campana en el número girado 45 grados que dice 1000 pesos y en la parte de la esquina del lado derecho de la iglesia.

### Elementos que cambian de color
Se utiliza una tinta especial que cambia de color dependiendo el nivel de la luz. En este billete cambia de color de oro o dorado a verde, la parte derecha de la iglesia que se ubica en la esquina superior izquierda, se puede notar al girar el billete. Este elemento tiene relieve por lo que es sensible al tacto.
Para observar mejor este elemento de seguridad, se recomienda tomar el billete por el frente, colocarlo horizontalmente a unos 30 cm. frente a los ojos y girarlo o inclinado.

### Hilo 3D
Los billetes de 1000 pesos constan de un hilo que está integrado al papel y tiene figuras de caracol en tercera dimensión que se mueven en sentido cruzado al movimiento del billete; si éste se gira en forma vertical, los caracoles se mueven en forma horizontal, si el billete se gira en forma horizontal, los caracoles se mueven en forma vertical. Visto a contraluz, el hilo 3D se ve como una banda continua que cruza al billete.
El hilo 3D es violeta en el billete de 1000 pesos.

### Hilo de seguridad
Este hilo forma parte del papel de algodón desde que se fábrica el billete. Las pruebas de existencia de dichos hilos consisten en pasar el billete dentro de una lámpara de luz ultravioleta, en cuyo interior el billete mostrará los pequeños hilos luminiscentes, el hilo se mostrará negro.

### Marca de agua
Es otra marca de seguridad que igual, ya está hecha en el papel de algodón que se ve a la luz directa. En este caso, la imagen de Hidalgo se observa de color gris.

### Registro perfecto
En el anverso del billete se imprimen ciertos elementos de una imagen y en el reverso, sus elementos complementarios. Al observar el billete a trasluz, los elementos se combinan con exactitud para dar una imagen completa. En los billetes de la familia F, las figuras que se complementan son el mapa de la República Mexicana y la rosa de los vientos.

### Textos microimpresos
Los textos microimpresos son textos muy pequeños, que es necesario el uso de lentes o lupas para observarse. Se encuentra por debajo de la leyenda de Banco de México y arriba del iglesia y campana y dice:

"...SIN PATRIA NI LIBERTAD

ESTAREMOS SIEMPRE A

MUCHA DISTANCIA DE LA

VERDADERA FELICIDAD."

"GRITO DE DOLORES,

16 DE SEPTIEMBRE DE 1810."

### Fondos lineales
En el anverso y reverso del billete se encuentra un diseño compuesto de figuras y rayas anchas y delgadas, las cuales solo pueden observarse con una lupa. Como una especie de tapizado irregular.

### Fluorescencia
En el reverso de todos los billetes hay diseños impresos con tintas fluorescentes que brillan al ser expuestas a la luz ultravioleta (también conocida como "luz negra").

## Controversias respecto a su uso
En el día a día de la dinámica poblacional de México, este billete por su gran denominación provoca que sea impopular. En muchos establecimientos no es aceptado por el riesgo que podría traer que fuera falsificado, el riesgo que provocaría trayendo semejando denominación y la dificultad que ofrece conseguir cambio con tal denominación:

Si alguien paga con un billete de mil pesos es prácticamente imposible que lo puedas cambiar en una tienda de abarrotes o comercio pequeño
Federico Pérez Cruz, presidente de la Cámara de Comercio Servicios y Turismo en Pequeño (CONACOPE) de la Ciudad de México, al periódico Reforma.

En un vídeo de Azteca Noticias se le denominó “los que nadie quiere”. En el mismo vídeo señala que aunque un argumento recurrente de aceptarlo es el temor que resulte falso, en realidad, según el propio Banco de México es falso, ya que en aquel entonces, era la denominación de billete menos falsificado.
Desde el estreno de su predecesor en la misma denominación (en 2004), su uso y producción se redujo en gran medida, según dijo el Banco de México. Según datos del CONAPE, el 56 % de los pequeños comercios aseguran que tienen clientes que pagan con esa denominación de billete, pero únicamente el 44 % afirmó que tenía la capacidad de cambiarlo.

## Reemplazo del billete
Aun siendo el billete más criticado de todos, el 19 de noviembre de 2020 (con el motivo de la celebración de la Revolución mexicana), el billete fue reemplazado por uno nuevo de la nueva familia de billetes G.